# Porfírio Pardal Monteiro
Porfírio Pardal Monteiro (Pêro Pinheiro, 16 dicembre 1897 – Lisbona, 19 febbraio 1957) è stato un architetto portoghese, più volte vincitore del Prémio Valmor e Municipal de Arquitetura.

## Biografia
Nato da Manuel Pedro Pardal Monteiro e dalla moglie Mariana Janicas. Porfirio sposò Maria Luisa Vasques Kopke, dalla quale ebbe quattro figli. Porfírio Pardal Monteiro è stato professore universitario; fu inoltre importante come progettista di edifici pubblici in Portogallo. Il suo stile, sebbene conservatore, era un misto di Eclettismo, Art déco e Modernismo.
Fu architetto anche suo nipote António Pardal Monteiro (1928-2012); quest'ultimo terminò l'edificio della Biblioteca nazionale dopo la morte di Porfírio.

## Opere (selezione)
- Edificio in Av. da República, n.º 49 - Prémio Valmor, 1923.[4]
- Stazione ferroviaria del Cais do Sodré, 1925-28.
- Palacete Vale Flor - Prémio Valmor, 1928.[4]
- Abitazione in Av. 5 de Outubro, nº 207-215 - Prémio Valmor, 1929.[4]
- Igreja de Nossa Senhora do Rosário de Fátima - Prémio Valmor, 1938.[4]
- Edificio del Diário de Notícias, Lisboa - Prémio Valmor, 1940.[4]
- Edifici del Rettorato, della Facoltà di Lettere e della Facoltà di Diritto dell'Università di Lisbona
- Campus universitario e edifici dell'Instituto Superior Técnico.[4] em 1939
- Biblioteca Nacional de Portugal
- Hotel Tivoli a Lisboa
- Hotel Ritz a Lisboa, 1952 - 1959 (con Jorge Ferreira Chaves).
- Instituto Nacional de Estatística, 1931.[5]

## Galleria d'immagini

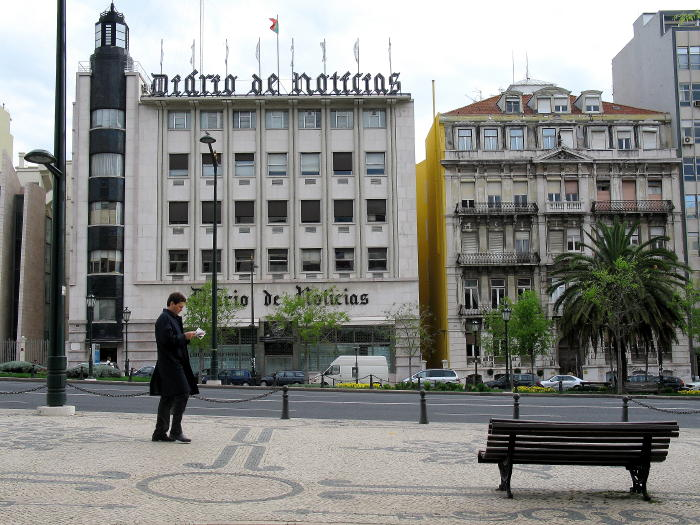
Diário de Noticias, Lisbona
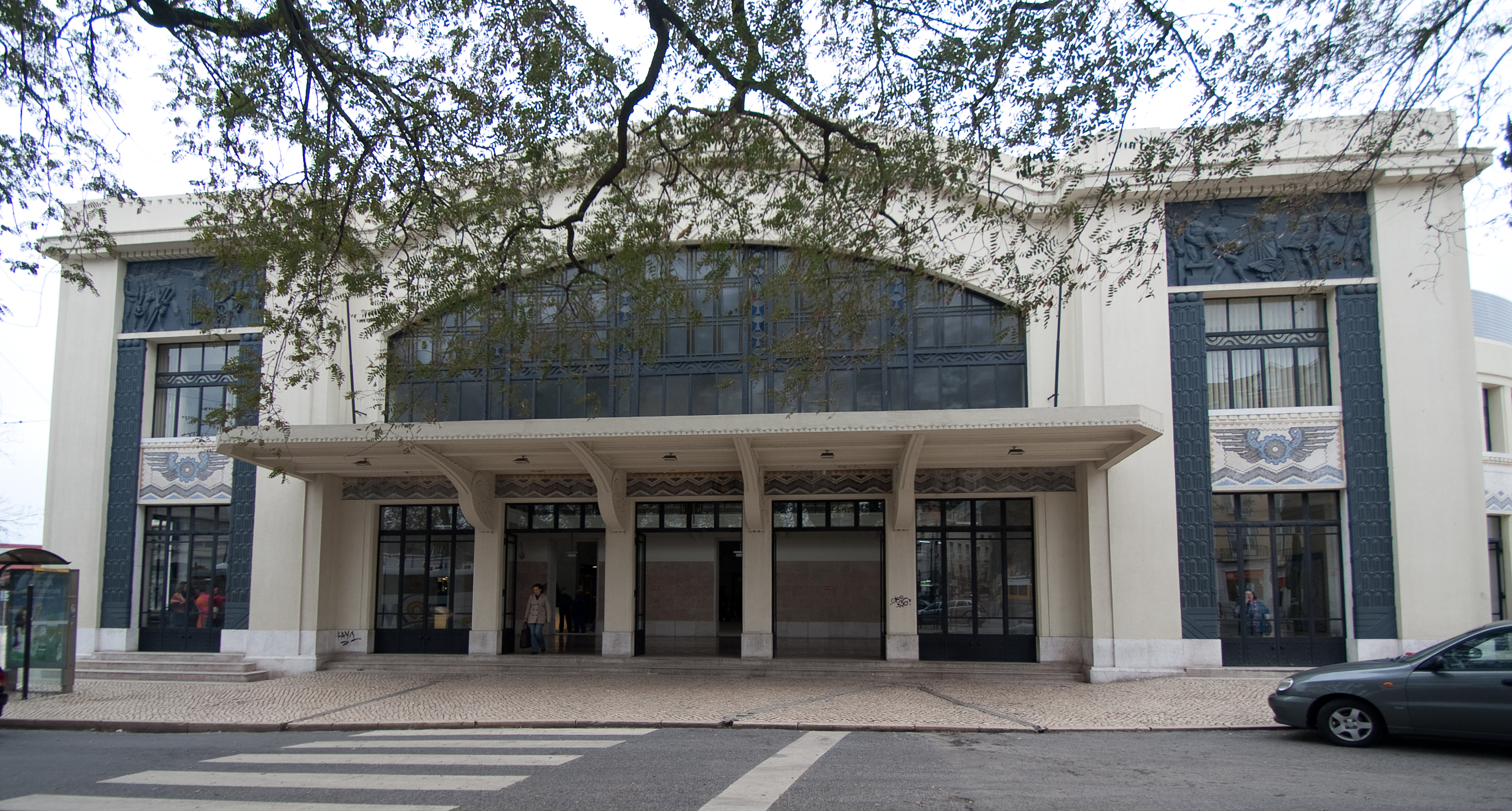
Stazione ferroviaria del Cais do Sodré, Lisbona
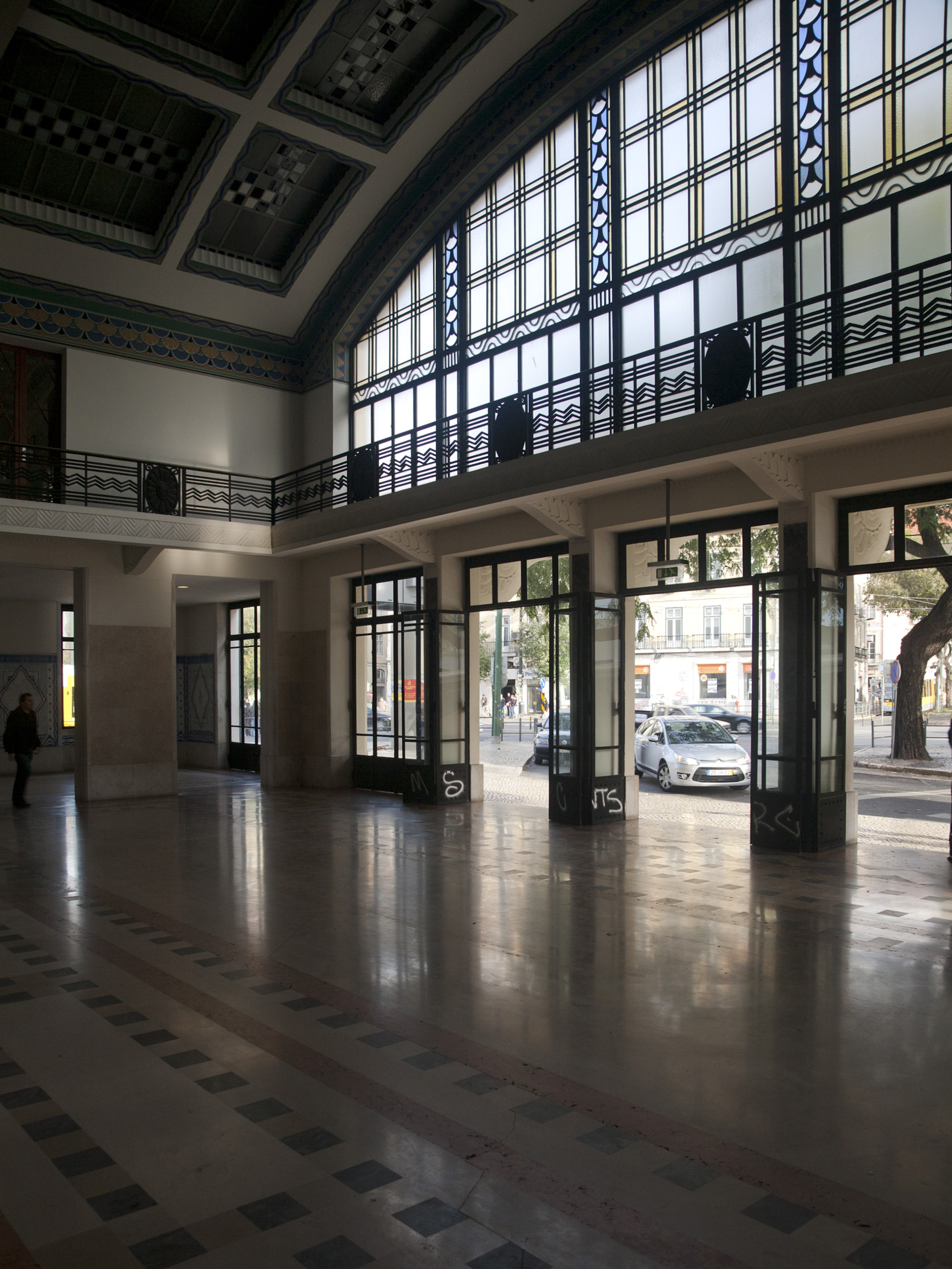
Stazione ferroviaria del Cais do Sodré, Lisbona
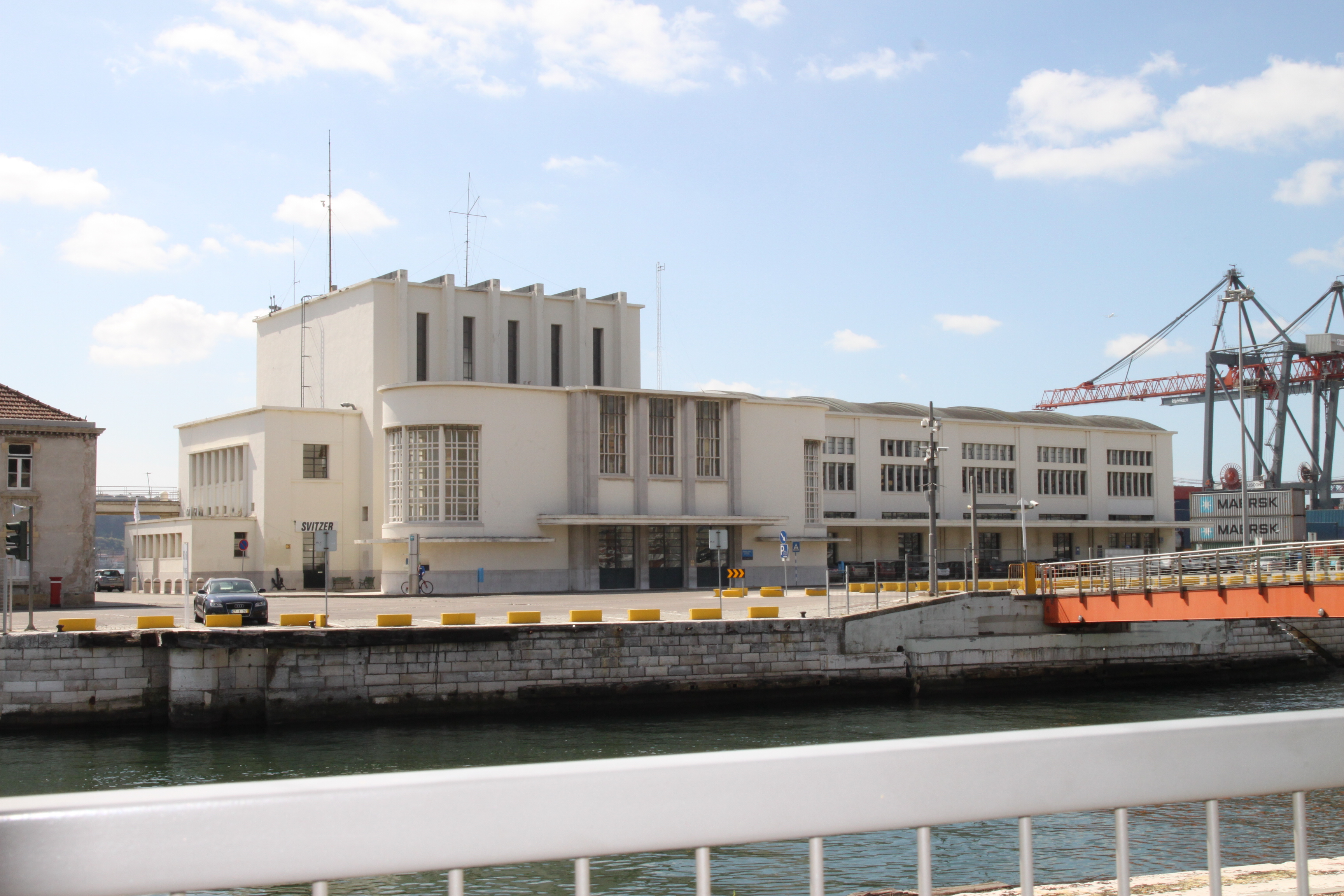
Stazione marittima di Rocha do Conde de Óbidos, Lisbona
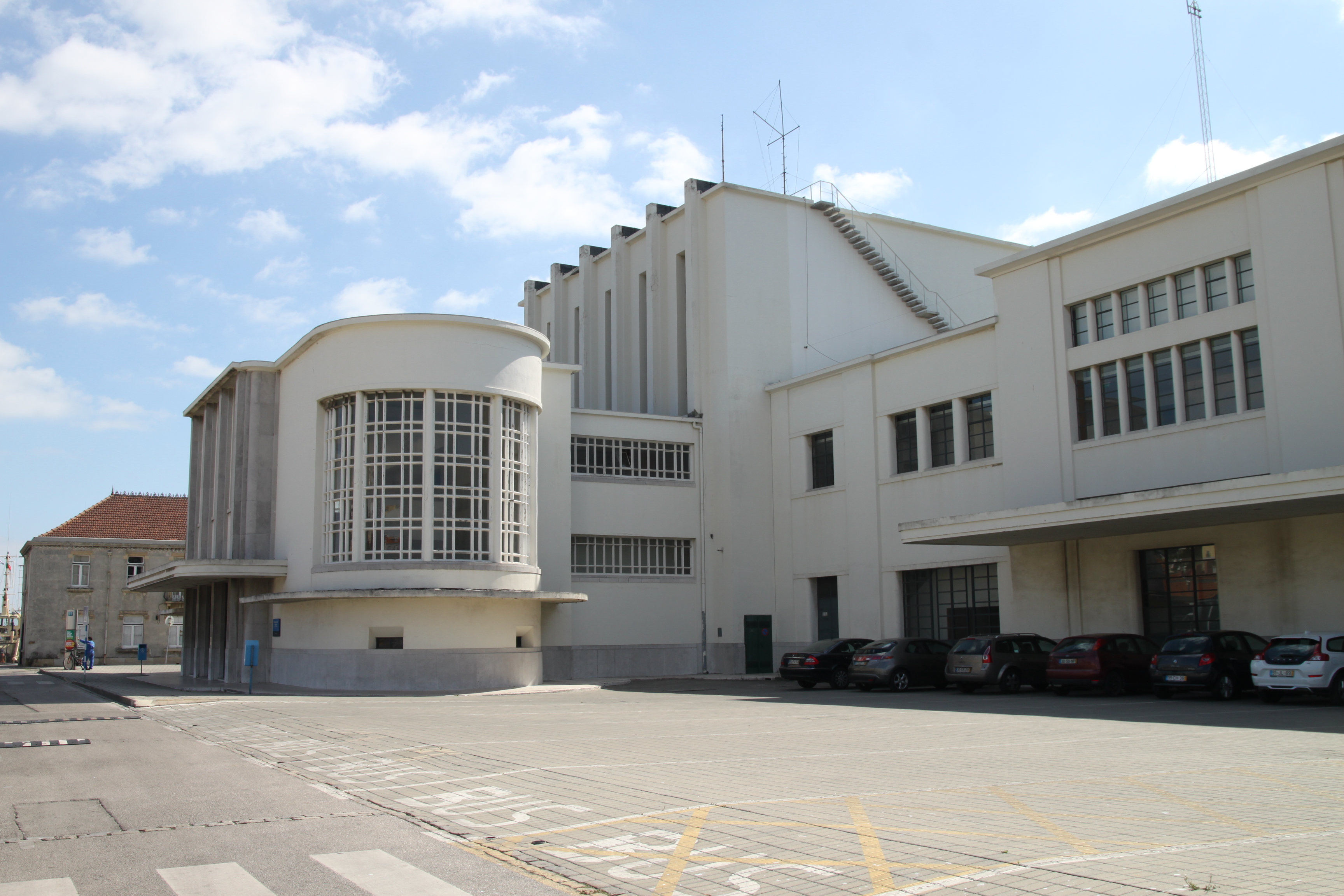
Stazione marittima di Rocha do Conde de Óbidos, Lisbona
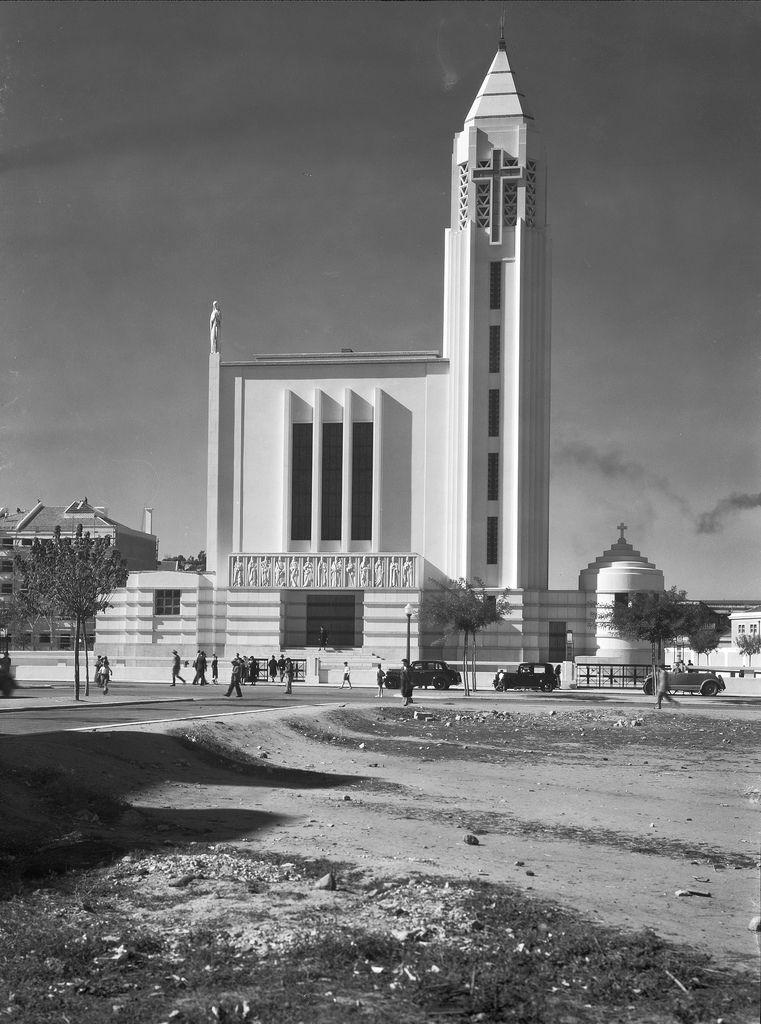
Igreja de Nossa Senhora de Fátima de Lisboa, Lisbona
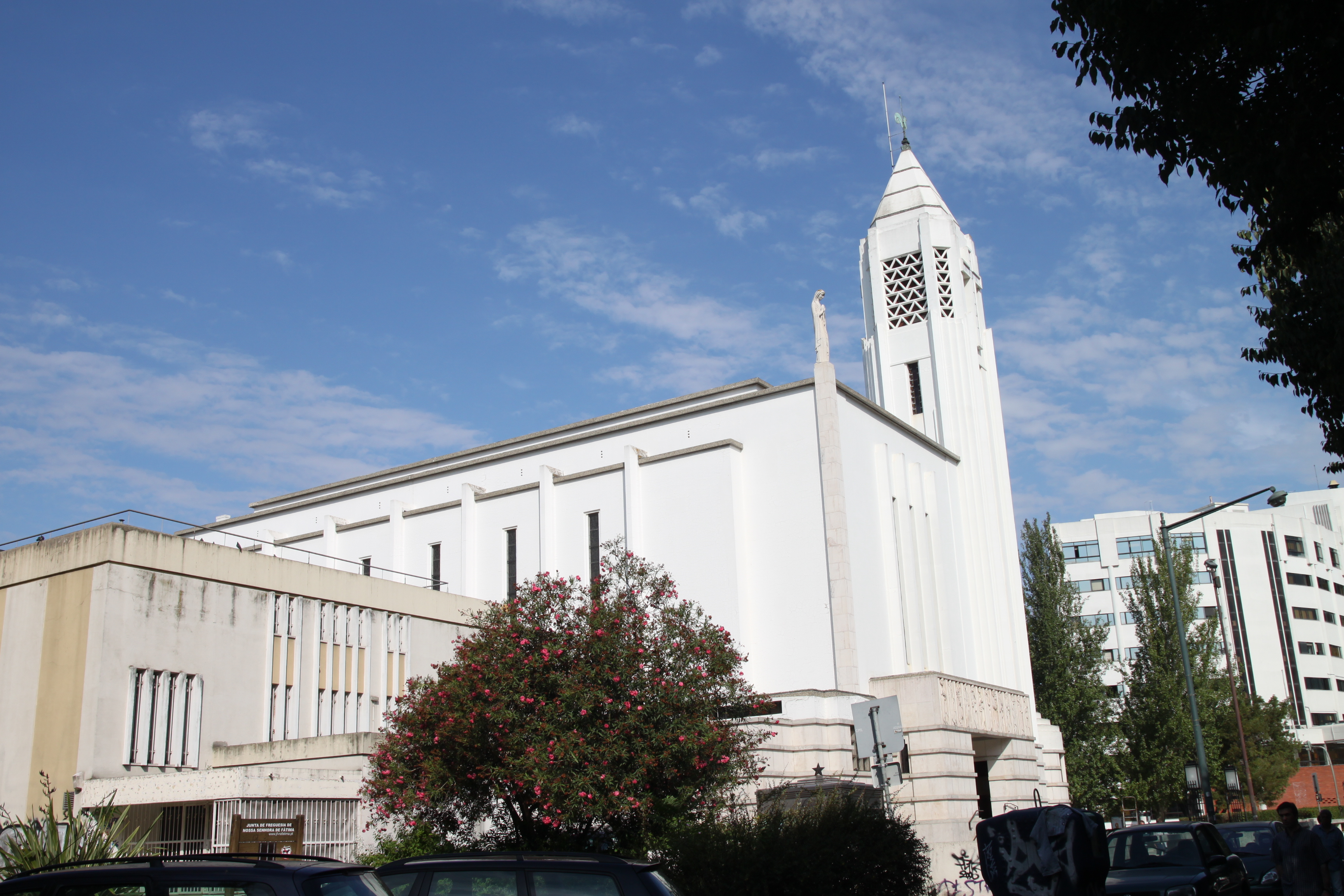
Igreja de Nossa Senhora de Fátima de Lisboa, Lisbona
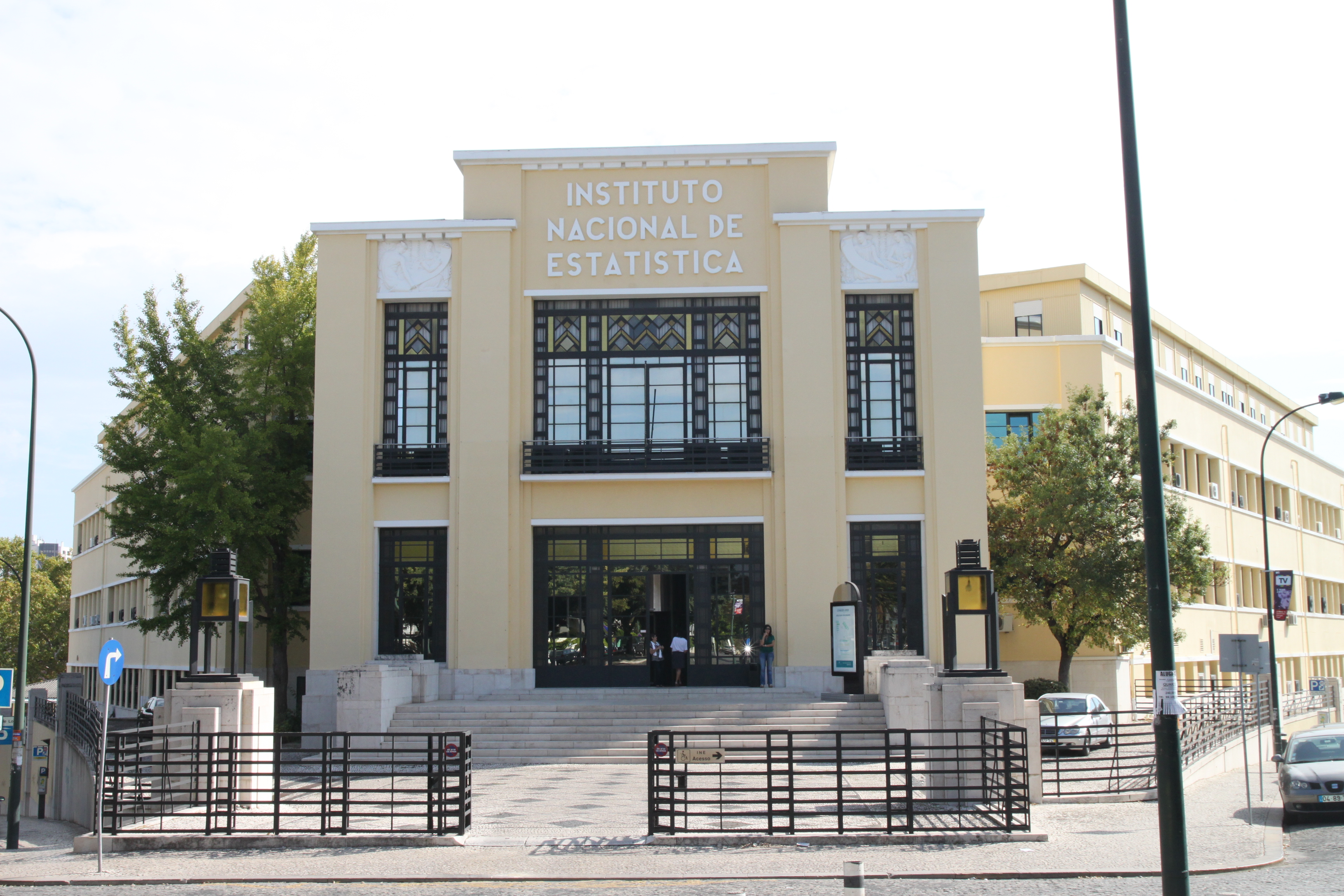
Instituto Nacional de Estatística, Lisbona
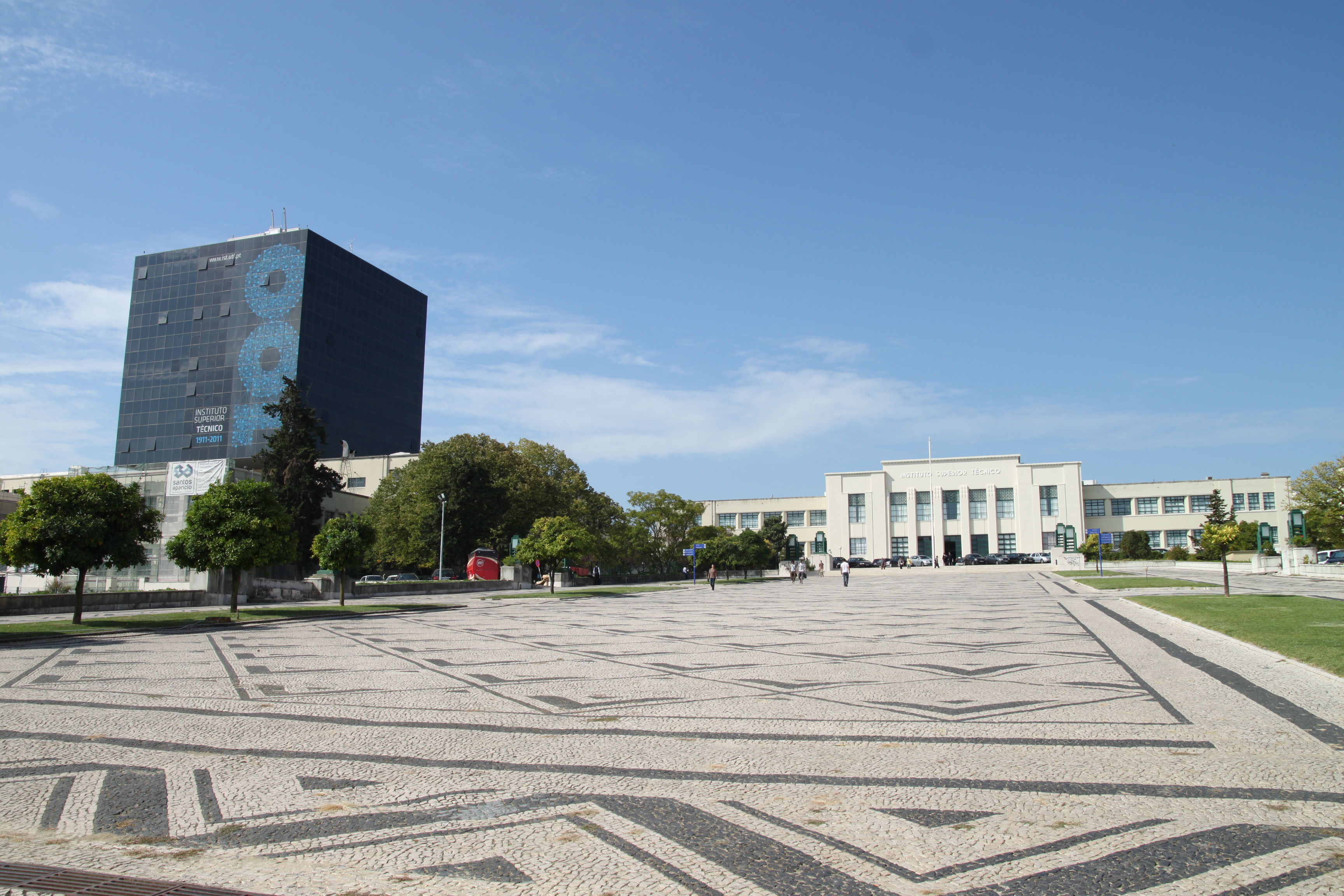
Instituto Superior Técnico, Lisbona
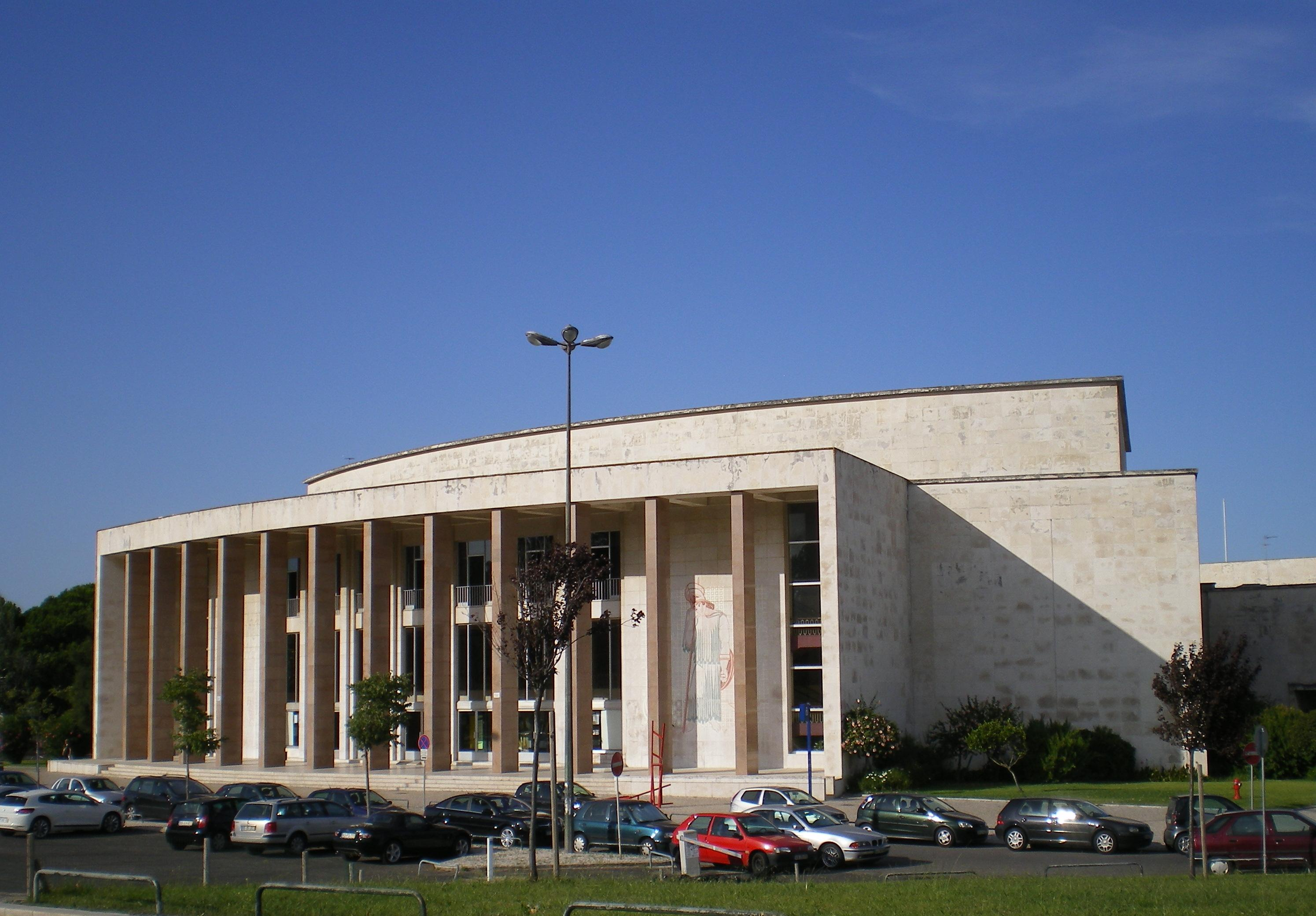
Rettorato dell'Università di Lisbona / Aula Magna
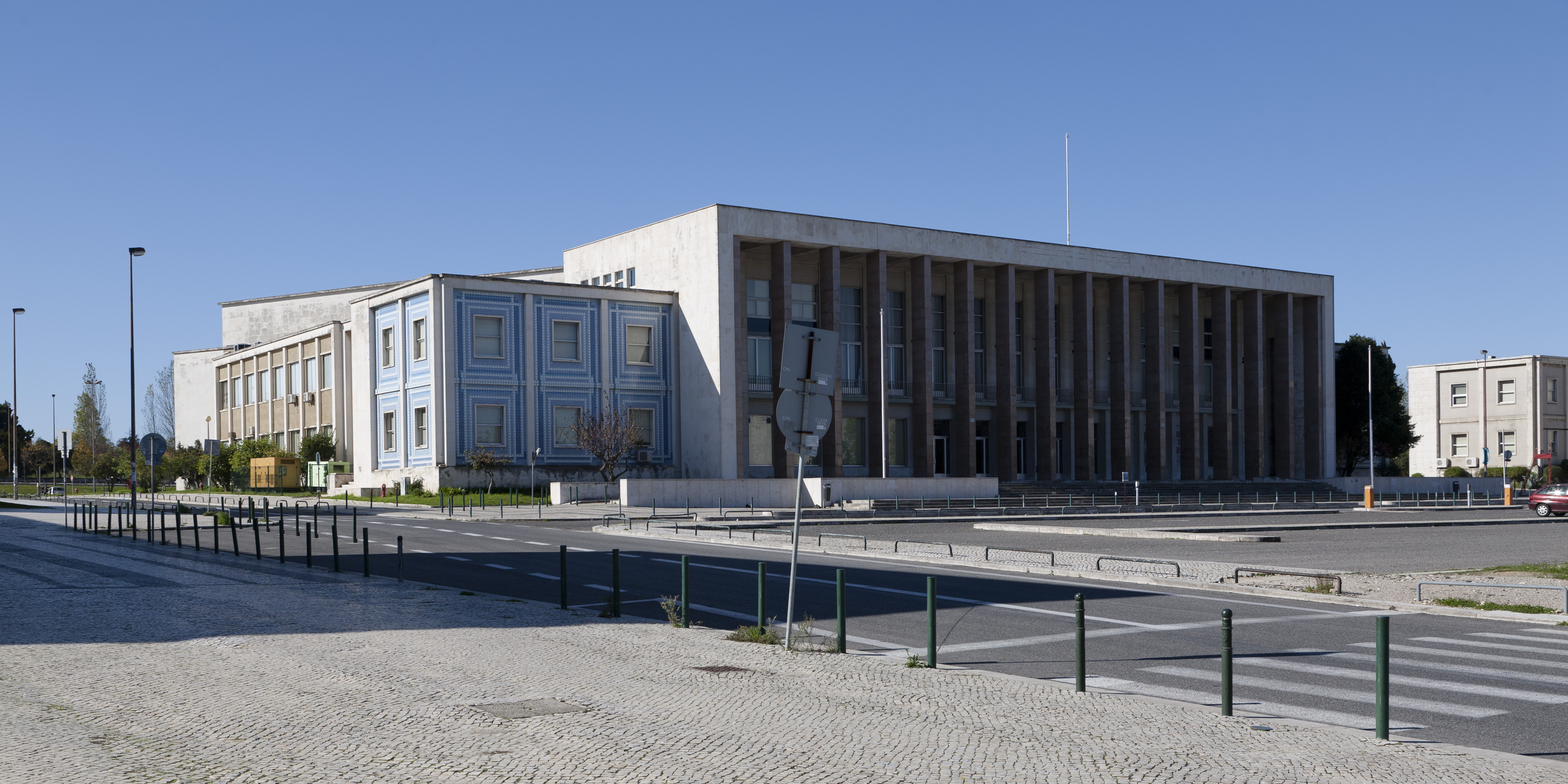
Rettorato dell'Università di Lisbona
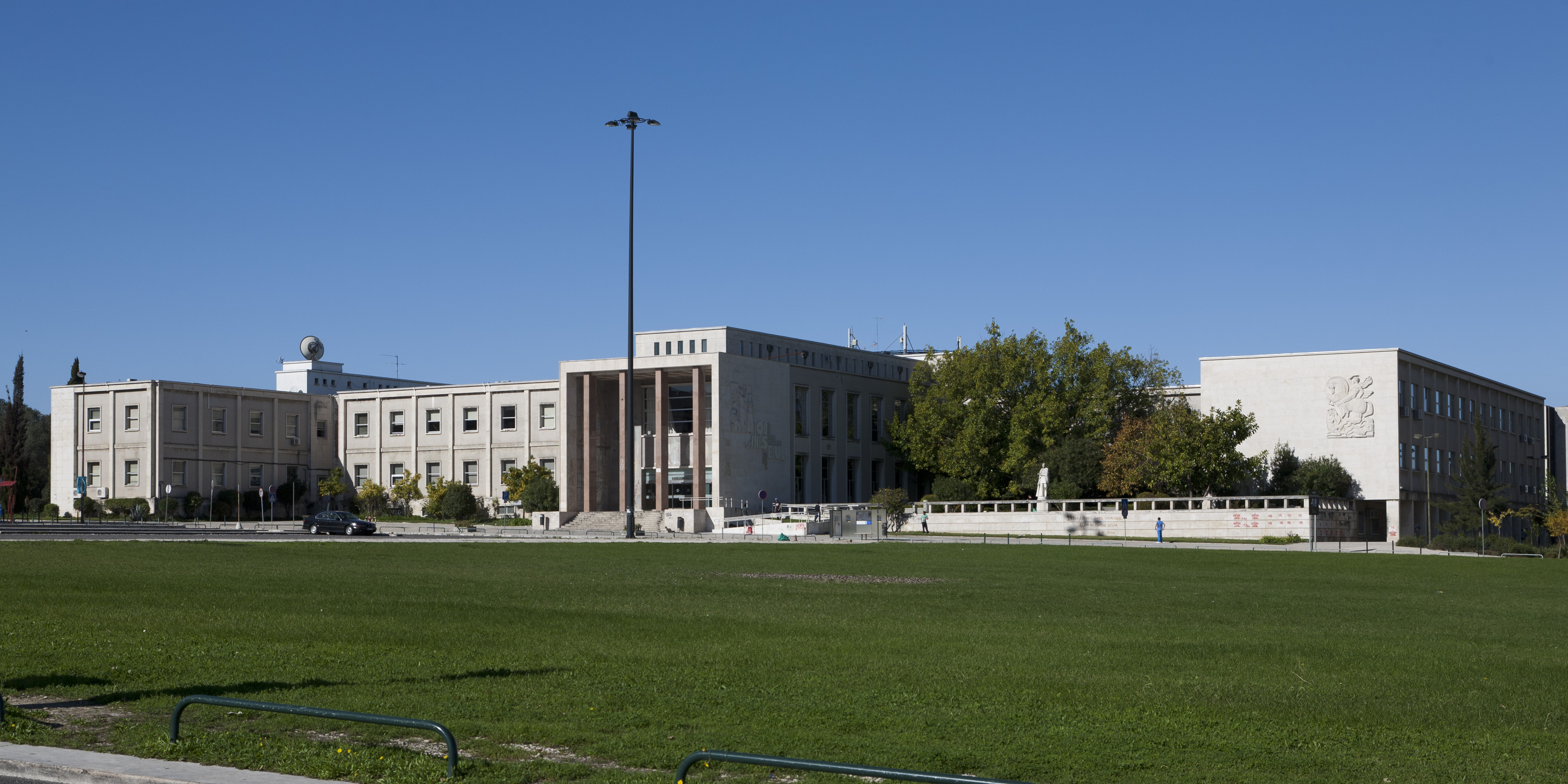
Facoltà di Lettere dell'Università di Lisbona
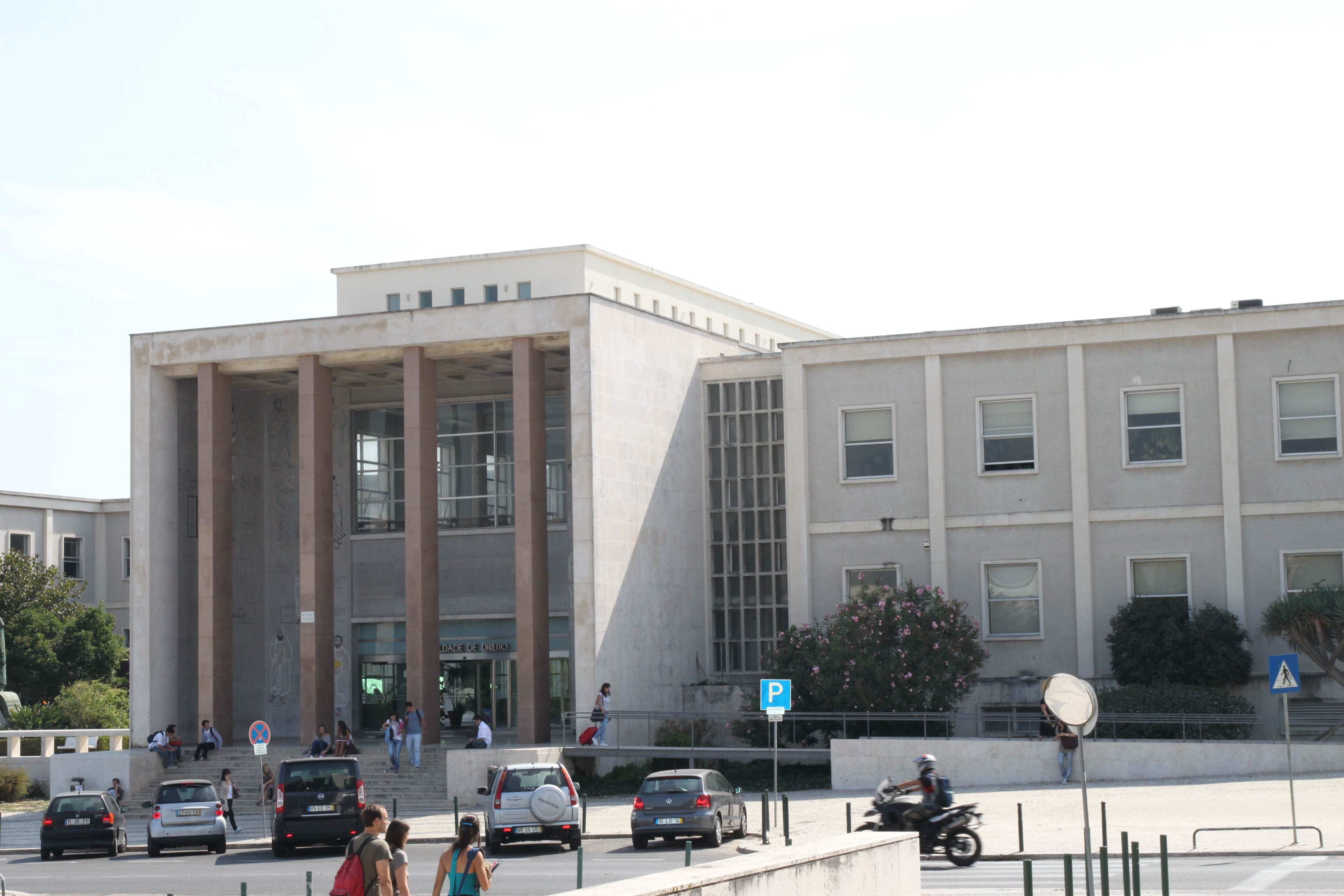
Facoltà di Diritto dell'Università di Lisbona
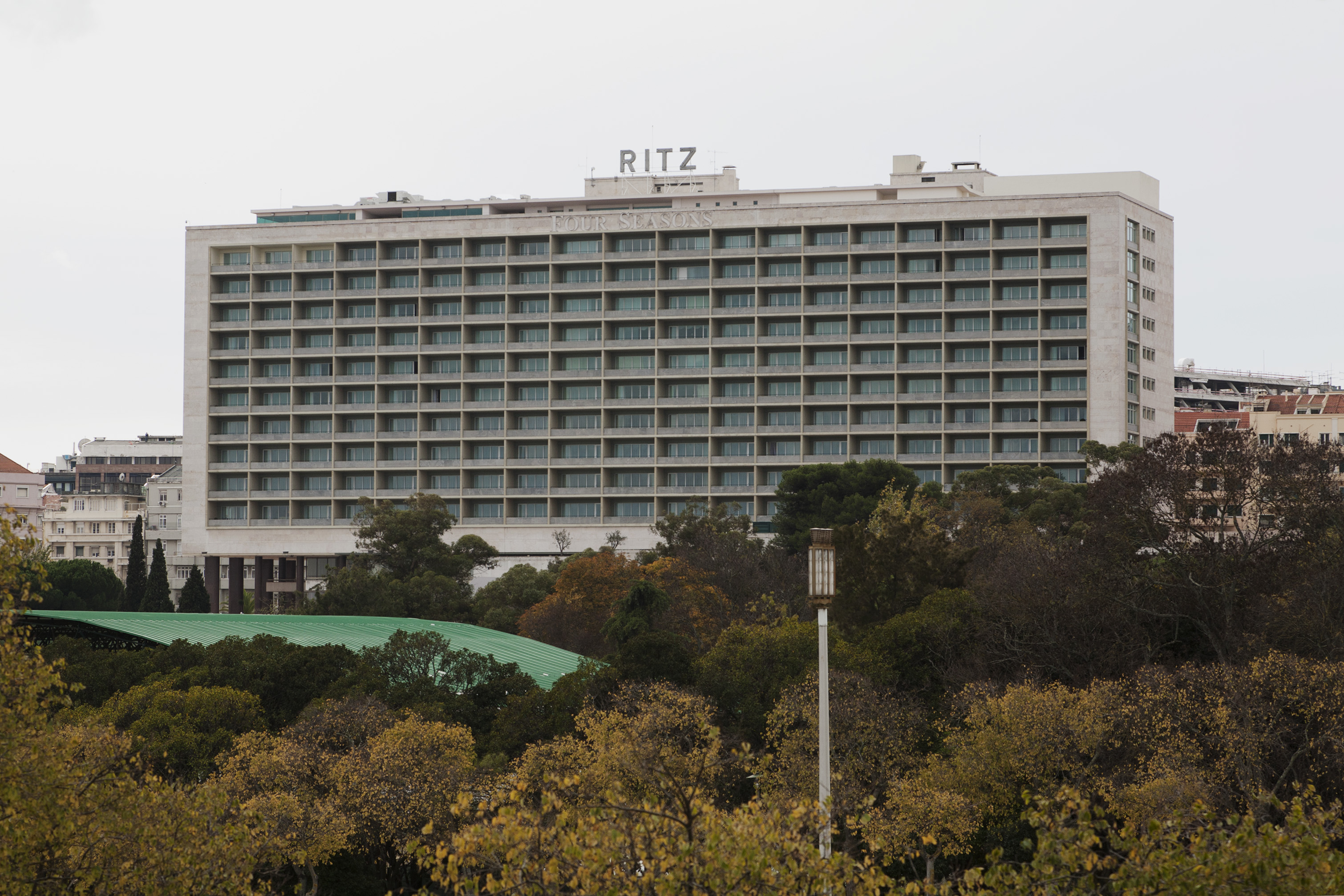
Hotel Ritz (Four Seasons), Lisbona (c. Jorge Ferreira Chaves)
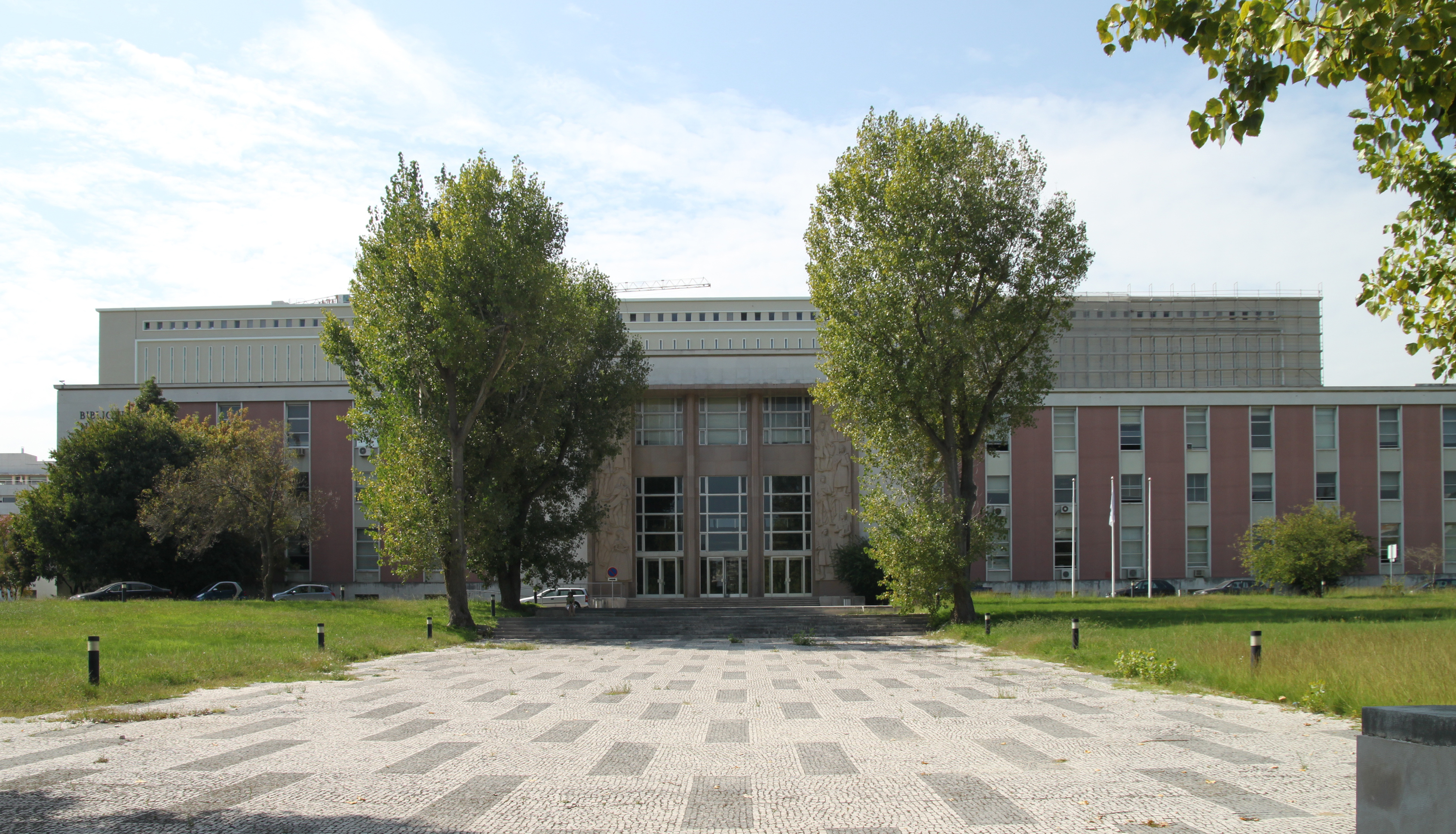
Biblioteca Nacional de Portugal